# Mattia Busato
Mattia Busato (Mirano, 2 de febrero de 1993) es un deportista italiano que compite en karate, en la modalidad de kata.
Ganó cuatro medallas en el Campeonato Mundial de Karate entre los años 2016 y 2021, y catorce medallas en el Campeonato Europeo de Karate entre los años 2014 y 2023. En los Juegos Europeos consiguió tres  medallas entre los años 2015 y 2023.

## Palmarés internacional
| Campeonato Mundial | Campeonato Mundial      | Campeonato Mundial | Campeonato Mundial |
| Año                | Lugar                   | Medalla            | Prueba             |
| ------------------ | ----------------------- | ------------------ | ------------------ |
| 2016               | Linz (Austria)          | Medalla de bronce  | Por equipos        |
| 2018               | Madrid (España)         | Medalla de bronce  | Individual         |
| 2021               | Dubái (EAU)             | Medalla de bronce  | Individual         |
| 2021               | Dubái (EAU)             | Medalla de bronce  | Por equipos        |
| Juegos Europeos    |                         |                    |                    |
| Año                | Lugar                   | Medalla            | Prueba             |
| 2015               | Bakú (Azerbaiyán)       | Medalla de plata   | Individual         |
| 2019               | Minsk (Bielorrusia)     | Medalla de bronce  | Individual         |
| 2023               | Bielsko-Biała (Polonia) | Medalla de bronce  | Individual         |
| Campeonato Europeo |                         |                    |                    |
| Año                | Lugar                   | Medalla            | Prueba             |
| 2014               | Tampere (Finlandia)     | Medalla de oro     | Individual         |
| 2014               | Tampere (Finlandia)     | Medalla de plata   | Por equipos        |
| 2015               | Estambul (Turquía)      | Medalla de plata   | Por equipos        |
| 2015               | Estambul (Turquía)      | Medalla de bronce  | Individual         |
| 2016               | Montpellier (Francia)   | Medalla de bronce  | Individual         |
| 2017               | İzmit (Turquía)         | Medalla de plata   | Por equipos        |
| 2017               | İzmit (Turquía)         | Medalla de bronce  | Individual         |
| 2018               | Novi Sad (Serbia)       | Medalla de bronce  | Individual         |
| 2019               | Guadalajara (España)    | Medalla de bronce  | Individual         |
| 2021               | Porec (Croacia)         | Medalla de bronce  | Individual         |
| 2022               | Gaziantep (Turquía)     | Medalla de bronce  | Individual         |
| 2022               | Gaziantep (Turquía)     | Medalla de plata   | Por equipos        |
| 2023               | Guadalajara (España)    | Medalla de bronce  | Individual         |
| 2023               | Guadalajara (España)    | Medalla de bronce  | Por equipos        |